# Autodromo Pista d'oro
L'autodromo Pista d'oro è un circuito automobilistico italiano situato a 20 chilometri da Roma, nel comune di Guidonia Montecelio.

## Storia
L'autodromo Pista d'oro nasce nel 1963 dalla trasformazione di una vecchia pista del 1959. La prima corsa automobilistica viene disputata su una pista di sabbia.  
Originariamente era gestito dalla "Società pista d'oro", di proprietà della famiglia Del Fante.

## Piloti che vi hanno corso

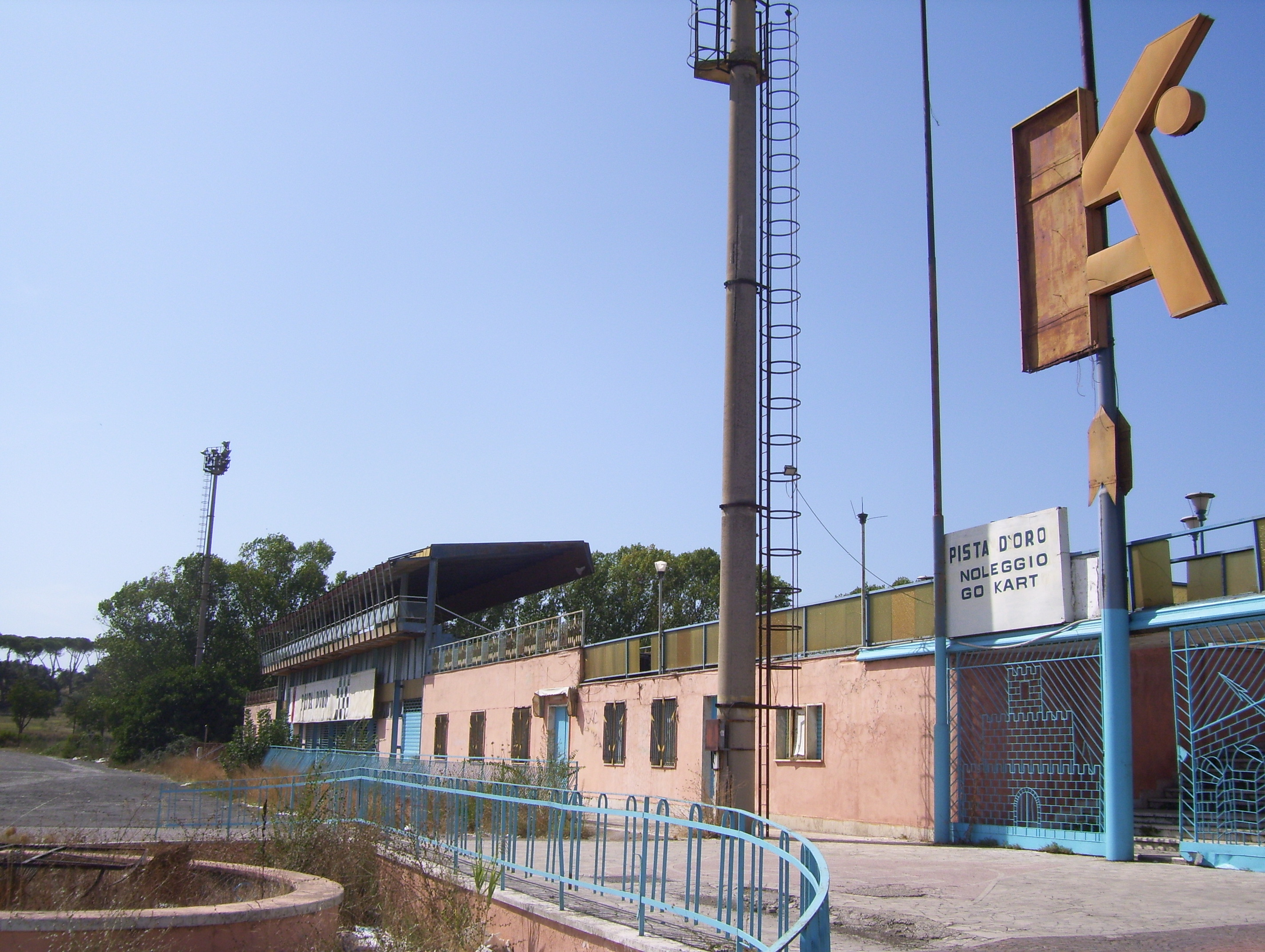

Utilizzato inizialmente soltanto come Kartodromo, vi svolsero test anche le scuderie di Formula 1.  
In questo circuito hanno corso futuri piloti di F1, come Eddie Cheever, Elio de Angelis, Andrea De Cesaris, Gabriele Tarquini, Emanuele Pirro, Giancarlo Fisichella, Ivan Capelli, Fernando Alonso, Lewis Hamilton,Ronnie Peterson.

## Descrizione
La pista ha una larghezza media di 8 metri, che raggiunge i 9 metri sulla linea del traguardo. Il senso di marcia è orario. Il tracciato principale International si snoda in 9 curve.

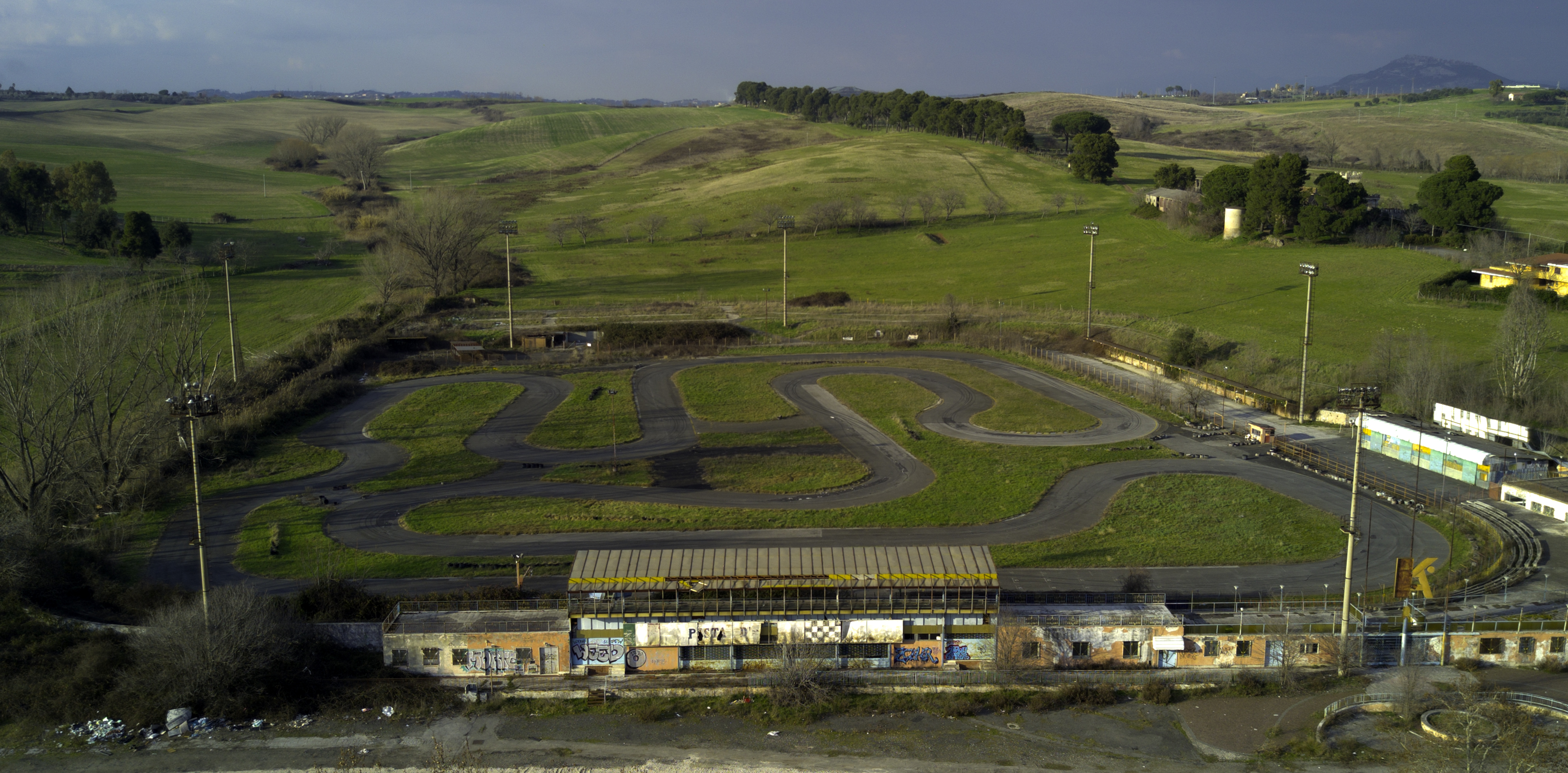
Il circuito allo stato attuale